# Pankaj Kapur
Pankaj Kapur (29 maggio 1954) è un attore indiano.

## Biografia
Dal 1975 al 1984 è stato sposato con l'attrice Neelima Azeem. Il loro figlio Shahid Kapoor, nato nel 1981, è un noto attore. 
Dal 1988 è sposato con l'attrice Supriya Pathak, da cui ha avuto altri due figli, Sanah Kapur e Ruhaan Kapur.

## Filmografia parziale

### Cinema
- Gandhi, regia di Richard Attenborough (1982)
- Raakh, regia di Aditya Bhattacharya (1989)
- Ek Doctor Ki Maut, regia di Tapan Sinha (1990)
- Maqbool, regia di Vishal Bhardwaj (2004)
- Dus, regia di Anubhav Sinha (2005)

### Televisione
- Karamchand (1985)
- Phatichar (1991)
- Zabaan Sambhal Ke (1993-1997)
- Tehreer ... Munshi Premchand Ki (2004)
- Office Office (2001-2006)

## Premi
- National Film Awards
  - 1989: "Best Supporting Actor"
  - 1991: "Special Mention"
  - 2004: "Best Supporting Actor"
- Filmfare Awards
  - 2005: "Best Actor - Critics"
- Indian Television Academy Awards
  - 2007: "Best Actor in a Comic Role"
- Indian Telly Awards
  - 2002: "Best Actor in a Comic Role"
  - 2003: "Best Actor in a Comic Role"
- Screen Awards
  - 2008: "Best Performance by an Actor in a Negative Role"
- Zee Cine Awards
  - 2005: "Best Actor"
- Apsara Film Producers Guild Awards
  - 2004: "Best Actor In A Supporting Role - Movie"